# Puchar Narodów Afryki 2025
Ten artykuł dotyczy przyszłego wydarzenia sportowego. Informacje w nim zawarte zmienią się w przyszłości.
Puchar Narodów Afryki 2025 – trzydziesty piąty turniej o Puchar Narodów Afryki. Po raz drugi wydarzenie to rozgrywane będzie w Maroku.
Turniej odbędzie się w dniach od 21 grudnia 2025 r. do 18 stycznia 2026 r.

## Wybór gospodarza
W 2018 roku CAF pozbawiło Kamerun praw do organizacji turnieju w 2019 roku, ze względu na brak przygotowania do goszczenia imprezy. Kamerun ogłoszono gospodarzem turnieju w 2021 roku, przez co w każdym kraju turniej miał być zorganizowany dwa lata później niż planowano - Wybrzeże Kości Słoniowej zostało gospodarzem czempionatu w 2023 roku, a Gwinea - w 2025.
30 września 2022 roku CAF ogłosiło pozbawienie Gwinei praw do organizacji Pucharu Narodów Afryki, ze względu na słabą jakość infrastruktury. Otwarto ponownie termin składania ofert.
Oferty:
- Maroko[4]

Odrzucone oferty:
- Algieria[5]
- Nigeria i  Benin[6]
- Zambia

## Zakwalifikowane zespoły
| Reprezentacja                 | Zakwalifikowany jako         | Data kwalifikacji    | Liczba występów w PNA | Najlepszy wynik w PNA                                  | Wynik |
| ----------------------------- | ---------------------------- | -------------------- | --- | ------------------------------------------------------ | ----- |
| Maroko                        | gospodarz                    | 27 września 2023     | 19 (1972, 1976, 1978, 1980, 1986, 1988, 1992, 1998, 2000, 2002, 2004, 2006, 2008, 2012, 2013, 2017, 2019, 2021, 2023)                                           | Mistrzostwo (1976)                                     |       |
| Komory                        | Zwycięzca Grupy A            | 15 listopada 2024    | 1 (2021) | 1/8 finału (2021)                                      |       |
| Tunezja                       | Wicemistrz Grupy A           | 14 listopada 2024    | 21 (1962, 1963, 1965, 1978, 1982, 1994, 1996, 1998, 2000, 2002, 2004, 2006, 2008, 2010, 2012, 2013, 2015, 2017, 2019, 2021, 2023)                               | Mistrzostwo (2004)                                     |       |
| Gabon                         | Wicemistrz Grupy B           | 14 listopada 2024    | 8 (1994, 1996, 2000, 2010, 2012, 2015, 2017, 2021) | Ćwierćfinał (1996, 2012)                               |       |
| Egipt                         | Zwycięzca Grupy C            | 15 października 2024 | 26 (1957, 1959, 1962, 1963, 1970, 1974, 1976, 1980, 1984, 1986, 1988, 1990, 1992, 1994, 1996, 1998, 2000, 2002, 2004, 2006, 2008, 2010, 2017, 2019, 2021, 2023) | Mistrzostwo (1957, 1959, 1986, 1998, 2006, 2008, 2010) |       |
| Botswana                      | Wicemistrz Grupy C           | 19 listopada 2024    | 1 (2012) | Faza grupowa (2012)                                    |       |
| Nigeria                       | Zwycięzca Grupy D            | 26 października 2024 | 20 (1963, 1976, 1978, 1980, 1982, 1984, 1988, 1990, 1992, 1994, 2000, 2002, 2004, 2006, 2008, 2010, 2013, 2019, 2021, 2023)                                     | Mistrzostwo (1980, 1994, 2013)                         |       |
| Benin                         | Wicemistrz Grupy D           | 18 listopada 2024    | 4 (2004, 2008, 2010, 2019) | Ćwierćfinał (2019)                                     |       |
| Algieria                      | Zwycięzca Grupy E            | 14 października 2024 | 20 (1968, 1980, 1982, 1984, 1986, 1988, 1990, 1992, 1996, 1998, 2000, 2002, 2004, 2010, 2013, 2015, 2017, 2019, 2021, 2023)                                     | Mistrzostwo (1990, 2019)                               |       |
| Gwinea Równikowa              | Wicemistrz Grupy E           | 13 listopada 2024    | 4 (2012, 2015, 2021, 2023) | IV miejsce (2015)                                      |       |
| Angola                        | Zwycięzca Grupy F            | 15 października 2024 | 9 (1996, 1998, 2006, 2008, 2010, 2012, 2013, 2019, 2023) | Ćwierćfinał (2008, 2010, 2023)                         |       |
| Sudan                         | Wicemistrz Grupy F           | 18 listopada 2024    | 9 (1957, 1959, 1963, 1970, 1972, 1976, 2008, 2012, 2021) | Mistrzostwo (1970)                                     |       |
| Zambia                        | Zwycięzca Grupy G            | 15 listopada 2024    | 18 (1974, 1978, 1982, 1986, 1990, 1992, 1994, 1996, 1998, 2000, 2002, 2006, 2008, 2010, 2012, 2013, 2015, 2023)                                                 | Mistrzostwo (2012)                                     |       |
| Wybrzeże Kości Słoniowej      | Wicemistrz Grupy G           | 13 listopada 2024    | 25 (1965, 1968, 1970, 1974, 1980, 1984, 1986, 1988, 1990, 1992, 1994, 1996, 1998, 2000, 2002, 2006, 2008, 2010, 2012, 2013, 2015, 2017, 2019, 2021, 2023)       | Mistrzostwo (1992, 2015, 2023)                         |       |
| Demokratyczna Republika Konga | Zwycięzca Grupy H            | 15 października 2024 | 20 (1965, 1968, 1970, 1972, 1974, 1976, 1988, 1992, 1994, 1996, 1998, 2000, 2002, 2004, 2006, 2013, 2015, 2017, 2019, 2023)                                     | Mistrzostwo (1968, 1974)                               |       |
| Tanzania                      | Wicemistrz Grupy H           | 19 listopada 2024    | 3 (1980, 2019, 2023) | Faza grupowa (1980, 2019, 2023)                        |       |
| Mali                          | Zwycięzca Grupy I            | 15 listopada 2024    | 13 (1972, 1994, 2002, 2004, 2006, 2008, 2010, 2012, 2013, 2015, 2017, 2019, 2021, 2023)                                                                         | II miejsce (1972)                                      |       |
| Mozambik                      | Wicemistrz Grupy I           | 19 listopada 2024    | 5 (1986, 1996, 1998, 2010, 2023) | Faza grupowa (1986, 1996, 1998, 2010, 2023)            |       |
| Kamerun                       | Zwycięzca Grupy J            | 14 października 2024 | 21 (1970, 1972, 1982, 1984, 1986, 1988, 1990, 1992, 1996, 1998, 2000, 2002, 2004, 2006, 2008, 2010, 2015, 2017, 2019, 2021, 2023)                               | Mistrzostwo (1984, 1988, 2000, 2002, 2017)             |       |
| Zimbabwe                      | Wicemistrz Grupy J           | 15 listopada 2024    | 5 (2004, 2006, 2017, 2019, 2021) | Faza grupowa (2004, 2006, 2017, 2019, 2021)            |       |
| Południowa Afryka             | Zwycięzca/Wicemistrz Grupy K | 14 listopada 2024    | 11 (1996, 1998, 2000, 2002, 2004, 2006, 2008, 2013, 2015, 2019, 2023)                                                                                           | Mistrzostwo (1996)                                     |       |
| Uganda                        | Zwycięzca/Wicemistrz Grupy K | 14 listopada 2024    | 7 (1962, 1968, 1974, 1976, 1978, 2017, 2019) | II miejsce (1978)                                      |       |
| Burkina Faso                  | Zwycięzca/Wicemistrz Grupy L | 13 października 2024 | 13 (1978, 1996, 1998, 2000, 2002, 2004, 2010, 2012, 2013, 2015, 2017, 2021, 2023)                                                                               | II miejsce (2013)                                      |       |
| Senegal                       | Zwycięzca/Wicemistrz Grupy L | 15 października 2024 | 17 (1965, 1968, 1986, 1990, 1992, 1994, 2000, 2002, 2004, 2006, 2008, 2012, 2015, 2017, 2019, 2021, 2023)                                                       | Mistrzostwo (2021)                                     |       |

## Losowanie
Drużyny zostały podzielone na 4 koszyki. Losowanie odbyło się 27 stycznia 2025 roku.
| Koszyk 1                 | Koszyk 2                      | Koszyk 3         | Koszyk 4 |
| ------------------------ | ----------------------------- | ---------------- | -------- |
| Maroko (H)               | Kamerun                       | Gabon            | Mozambik |
| Senegal                  | Mali                          | Angola           | Komory   |
| Egipt                    | Tunezja                       | Zambia           | Tanzania |
| Algieria                 | Południowa Afryka             | Uganda           | Sudan    |
| Nigeria                  | Demokratyczna Republika Konga | Gwinea Równikowa | Zimbabwe |
| Wybrzeże Kości Słoniowej | Burkina Faso                  | Benin            | Botswana |

## Stadiony
| Stade Mohamed V   | Stade Moulay Abdellah | Stade de Marrakech      |
| Pojemność: 67 000 | Pojemność: 53 000     | Pojemność: 45 240       |
|                   |                       |                         |
| Agadir            | Tanger                | Fez                     |
| Stade d’Agadir    | Stade de Tanger       | Complexe sportif de Fès |
| Pojemność: 45 480 | Pojemność: 65 000     | Pojemność: 45 000       |
|                   |                       |                         |

## Faza grupowa
|  | Bezpośredni awans do fazy pucharowej. |
|  | Odpadnięcie z turnieju.               |

Gdy drużyny mają tyle samo punktów, o kolejności w tabeli decyduje:
1. Liczba punktów uzyskana w meczach między zainteresowanymi drużynami (tylko w przypadku dwóch drużyn);
2. Bilans bramek uzyskany w meczach między zainteresowanymi drużynami;
3. Liczba goli strzelonych w meczach między zainteresowanymi drużynami;
4. Bilans bramek uzyskany we wszystkich meczach grupowych;
5. Liczba goli strzelonych we wszystkich meczach grupowych;
6. Losowanie.

### Grupa A
| Lp. | Drużyna    | M | Mecze | Mecze | Mecze | Bramki | Bramki | Bramki | Pkt |
| Lp. | Drużyna    | M | W     | R     | P     | +      | −      | +/−    | Pkt |
| --- | ---------- | - | ----- | ----- | ----- | ------ | ------ | ------ | --- |
| 1.  | Maroko (H) | 0 | 0     | 0     | 0     | 0      | 0      | 0      | 0   |
| 2.  | Mali       | 0 | 0     | 0     | 0     | 0      | 0      | 0      | 0   |
| 3.  | Zambia     | 0 | 0     | 0     | 0     | 0      | 0      | 0      | 0   |
| 4.  | Komory     | 0 | 0     | 0     | 0     | 0      | 0      | 0      | 0   |

### Grupa B
| Lp. | Drużyna           | M | Mecze | Mecze | Mecze | Bramki | Bramki | Bramki | Pkt |
| Lp. | Drużyna           | M | W     | R     | P     | +      | −      | +/−    | Pkt |
| --- | ----------------- | - | ----- | ----- | ----- | ------ | ------ | ------ | --- |
| 1.  | Egipt             | 0 | 0     | 0     | 0     | 0      | 0      | 0      | 0   |
| 2.  | Południowa Afryka | 0 | 0     | 0     | 0     | 0      | 0      | 0      | 0   |
| 3.  | Angola            | 0 | 0     | 0     | 0     | 0      | 0      | 0      | 0   |
| 4.  | Zimbabwe          | 0 | 0     | 0     | 0     | 0      | 0      | 0      | 0   |

### Grupa C
| Lp. | Drużyna  | M | Mecze | Mecze | Mecze | Bramki | Bramki | Bramki | Pkt |
| Lp. | Drużyna  | M | W     | R     | P     | +      | −      | +/−    | Pkt |
| --- | -------- | - | ----- | ----- | ----- | ------ | ------ | ------ | --- |
| 1.  | Nigeria  | 0 | 0     | 0     | 0     | 0      | 0      | 0      | 0   |
| 2.  | Tunezja  | 0 | 0     | 0     | 0     | 0      | 0      | 0      | 0   |
| 3.  | Uganda   | 0 | 0     | 0     | 0     | 0      | 0      | 0      | 0   |
| 4.  | Tanzania | 0 | 0     | 0     | 0     | 0      | 0      | 0      | 0   |

### Grupa D
| Lp. | Drużyna                       | M | Mecze | Mecze | Mecze | Bramki | Bramki | Bramki | Pkt |
| Lp. | Drużyna                       | M | W     | R     | P     | +      | −      | +/−    | Pkt |
| --- | ----------------------------- | - | ----- | ----- | ----- | ------ | ------ | ------ | --- |
| 1.  | Senegal                       | 0 | 0     | 0     | 0     | 0      | 0      | 0      | 0   |
| 2.  | Demokratyczna Republika Konga | 0 | 0     | 0     | 0     | 0      | 0      | 0      | 0   |
| 3.  | Benin                         | 0 | 0     | 0     | 0     | 0      | 0      | 0      | 0   |
| 4.  | Botswana                      | 0 | 0     | 0     | 0     | 0      | 0      | 0      | 0   |

### Grupa E
| Lp. | Drużyna          | M | Mecze | Mecze | Mecze | Bramki | Bramki | Bramki | Pkt |
| Lp. | Drużyna          | M | W     | R     | P     | +      | −      | +/−    | Pkt |
| --- | ---------------- | - | ----- | ----- | ----- | ------ | ------ | ------ | --- |
| 1.  | Algieria         | 0 | 0     | 0     | 0     | 0      | 0      | 0      | 0   |
| 2.  | Burkina Faso     | 0 | 0     | 0     | 0     | 0      | 0      | 0      | 0   |
| 3.  | Gwinea Równikowa | 0 | 0     | 0     | 0     | 0      | 0      | 0      | 0   |
| 4.  | Sudan            | 0 | 0     | 0     | 0     | 0      | 0      | 0      | 0   |

### Grupa F
| Lp. | Drużyna                  | M | Mecze | Mecze | Mecze | Bramki | Bramki | Bramki | Pkt |
| Lp. | Drużyna                  | M | W     | R     | P     | +      | −      | +/−    | Pkt |
| --- | ------------------------ | - | ----- | ----- | ----- | ------ | ------ | ------ | --- |
| 1.  | Wybrzeże Kości Słoniowej | 0 | 0     | 0     | 0     | 0      | 0      | 0      | 0   |
| 2.  | Kamerun                  | 0 | 0     | 0     | 0     | 0      | 0      | 0      | 0   |
| 3.  | Gabon                    | 0 | 0     | 0     | 0     | 0      | 0      | 0      | 0   |
| 4.  | Mozambik                 | 0 | 0     | 0     | 0     | 0      | 0      | 0      | 0   |